# Dmitrij Maljaka
Dmitrij Sergeevič Maljaka (in russo Дмитрий Серге́евич Маляка?; Omsk, 15 gennaio 1990) è un ex calciatore russo, di ruolo attaccante.

## Carriera
Ha giocato nella massima serie dei campionati russo, armeno e bielorusso.